# Unknown Country
Unknown Country è il terzo album discografico del gruppo musicale The Clean pubblicato nel 1996 in Nuova Zelanda dalla Flying Nun Records.

## Track list
1. Wipe Me, I'm Lucky – 3:14
2. Champagne & Misery – 2:45
3. Changing Your Head – 3:14
4. Balkans – 1:18
5. Clutch – 2:14
6. Franz Kafka at the Zoo – 1:58
7. Whisk – 1:29
8. Indigo Blue – 2:34
9. Chumpy – 3:47
10. Get the Liquid – 2:51
11. Happy Lil Fella – 2:12
12. Tweezer – 0:47
13. Rope – 2:59
14. Twist Top – 2:04
15. Cooking Water – 3:58
16. Valley Cab – 2:07
17. Wall Walk – 3:38
18. Balkans – 1:26